# Намагніченість гірських порід
Намагніченість гірських порід (рос. намагниченность горных пород, англ. magnetization of rock; нім. Magnetisierung f der Gesteine) — характеризується магнітним моментом одиниці об'єму гірських порід, що виникає під дією зовнішнього магнітного поля. Вимірюється в А/м. Залежить загалом від вмісту феромагнітних мінералів (титаномагнетиту, гематиту, піротину та ін.). На відмінностях у намагніченості гірських порід основане збагачення корисних копалин методом магнітної сепарації.